# خشن‌ترین چهره آفریقا
خشن‌ترین چهره آفریقا (انگلیسی: Roughest Africa) یک فیلم کمدی صامت آمریکایی است که در سال ۱۹۲۳ منتشر شد. از بازیگران آن می‌توان به استن لورل و  جیمز فینلیسون اشاره کرد.